# Дюбе, Джессика
Дже́ссика Дюбе (фр. Jessica Dubé; род. 29 октября 1987, Драммондвилл, Квебек) — канадская фигуристка, выступавшая в парном катании. В паре с Брайсом Дэвисоном становилась трёхкратной чемпионкой Канады (2007, 2009, 2010), бронзовым призёром чемпионата мира (2008) и участницей Олимпийских игр (2006, 2010).
Дюбе совмещала парное и одиночное катание. Как одиночница была серебряным призёром юниорского чемпионата Канады (2004) и бронзовым призёром юниорских Гран-при (2003, 2004). Первым партнёром фигуристки был Самюэль Тетро, с которым она каталась на юниорском уровне.
В 2003 году образовала спортивную пару с Брайсом Дэвисоном, достигнув с ним основных успехов в карьере. После семи совместных сезонов они прекратили сотрудничество. Затем Дюбе провела один соревновательный сезон с Себастьяном Вулфом, став серебряным призёром чемпионата Канады (2012). В следующем году фигуристка завершила карьеру.

## Карьера
Джессика Дюбе начала кататься на коньках в возрасте четырёх лет. Она со своим партнёром, Брайсом Дэвисоном, выступала в парах и одновременно оба катались как одиночники.
На чемпионатах мира среди юниоров в 2004 и 2005 годах Джессика Дюбе и Брайс Дэвисон становились серебряными медалистами. В декабре 2004 года Джессика перенесла операцию на колене, из-за чего пара вынуждена была отказаться от участия в финале юниорской серии Гран-при.
На Олимпийских играх 2006 года Дюбе и Дэвисон стали 10-ми.
Затем Джессика и Брайс пропустили этапы серии Гран-при 2006—2007 гг. из-за травмы у Дюбе.
8 февраля 2007 года во время исполнения произвольной программы на чемпионате четырёх континентов произошёл несчастный случай: при выполнении параллельного вращения партнёры слишком сблизились и Дэвисон рассёк коньком лицо Джессики. Спортсменка сразу была доставлена в больницу и прооперирована, врачам пришлось наложить 80 швов. К счастью, Дюбе избежала травмы глаза и переломов лицевых костей. Впоследствии обоим партнёрам понадобилась помощь психологов для того, чтобы вернуться на лёд.
В 2008 году фигуристы получили свою первую и единственную медаль чемпионата мира — бронзу.
В сезоне 2008—2009 Дюбе и Дэвисон участвовали в серии Гран-при. На турнире «Skate Canada» они стали вторыми, а в Японии, где считались одними из фаворитов, неожиданно для всех стали третьими и таким образом не попали в финал Гран-при. Чемпионат Канады 2009 года пара выиграла, на чемпионате четырёх континентов завоевали серебро, а вот чемпионат мира провалили, лишь 7-е место.
Сезон 2009—2010 также сложился для пары неудачно. На «домашней» Олимпиаде и чемпионате мира они смогли занять только 6-е места, хотя назывались в числе претендентов на медали.
Осенью 2010 года за неделю до этапа серии Гран-при «Skate Canada International», где они были главными претендентами на золото, Брайс Дэвисон во время тренировки повредил колено. Врачи диагностировали у него остеохондроз. Ему была сделана операция, на восстановление после которой требуется продолжительное время. Пара была вынуждена пропустить сезон, а Джессика выступала в одиночном катании. На чемпионате Канады 2011 она заняла 6-е место. В марте 2011 года спортсмены всё же заявили о распаде своей пары.
В апреле 2011 года Дюбе встала в пару с Себастьяном Вулфом, который ранее катался с Тарой Ханчроу. В сезоне 2011—2012 они стали серебряными призёрами чемпионата Канады, заняли 8-е место на чемпионате четырёх континентов и 12-е на чемпионате мира.
Осенью 2012 года пара была вынуждена сняться с турниров серии Гран-при, а январе 2013 года Джессика и Себастьян объявили о завершении спортивной карьеры из-за хронической травмы правой стопы у Дюбе.

## Спортивные достижения

### Результаты в парном катании
(с С. Вольфом)
| Соревнования                         | 2011—2012 | 2012—2013 |
| ------------------------------------ | --------- | --------- |
| Чемпионаты мира                      | 12        |           |
| Чемпионаты четырёх континентов       | 8         |           |
| Чемпионаты Канады                    | 2         |           |
| Этапы Гран-При: Skate America        |           |           |
| Этапы Гран-При: Skate Canada         | 6         |           |
| Этапы Гран-При: Trophée Eric Bompard | 5         |           |
| Nebelhorn Trophy                     | 6         |           |

(с Б. Дэвисоном)
| Соревнования                        | 2003—2004 | 2004—2005 | 2005—2006 | 2006—2007 | 2007—2008 | 2008—2009 | 2009—2010 |
| ----------------------------------- | --------- | --------- | --------- | --------- | --------- | --------- | --------- |
| Зимние Олимпийские игры             |           |           | 10        |           |           |           | 6         |
| Чемпионаты мира                     |           |           | 7         | 7         | 3         | 7         | 6         |
| Чемпионат Четырех континентов       |           |           |           | WD        |           | 2         |           |
| Чемпионаты мира среди юниоров       | 2         | 2         |           |           |           |           |           |
| Чемпионаты Канады                   | 1J.       | WD        | 2         | 1         | 2         | 1         | 1         |
| Финал серии Гран-При                |           |           |           |           | 4         |           |           |
| Этапы Гран-При:Trophée Eric Bompard |           |           |           |           |           |           | 2         |
| Этапы Гран-При:Skate Canada         |           |           |           |           | 2         | 2         | 3         |
| Этапы Гран-При:Skate America        |           |           | 6         |           | 1         |           |           |
| Этапы Гран-При:NHK Trophy           |           |           |           |           | 3         | 3         |           |
| Этапы Гран-При:Cup of China         |           |           | 4         |           |           |           |           |
| Командный чемпионат мира            |           |           |           |           |           | 3/2*      |           |

- * — место в личном зачете/командное место

### Результаты в одиночном катании
| Соревнования                       | 2001—2002 | 2002—2003 | 2003—2004 | 2004—2005 | 2005—2006 | 2006—2007 | 2007—2008 | 2010—2011 |
| ---------------------------------- | --------- | --------- | --------- | --------- | --------- | --------- | --------- | --------- |
| Чемпионаты Канады                  | 2N.       | 5J.       | 2J.       |           | 8         | WD        | 6         | 6         |
| Этапы юниорского Гран-При, Germany |           |           |           | WD        |           |           |           |           |
| Этапы юниорского Гран-При, China   |           |           |           | 3         |           |           |           |           |
| Этапы юниорского Гран-При, Poland  |           |           | 6         |           |           |           |           |           |
| Этапы юниорского Гран-При, Mexico  |           |           | 3         |           |           |           |           |           |

- N = детский уровень; J = Юниорский уровень; WD = снялись с соревнований